# Yastin Jiménez
Yastin Fabiola Jiménez Donoso (Santiago, Chile; 17 de octubre de 2000) es una futbolista chilena. Juega de centrocampista y su equipo actual es el Colo-Colo de la Primera División Femenina de Chile. Es internacional absoluta por la selección de Chile desde 2019.

## Selección nacional
A nivel sub-17, participó con la selección chilena en el Campeonato Sudamericano Femenino de 2016 disputado en Venezuela.  En tanto, en la categoría sub-20 fue parte de los Sudamericanos de Ecuador 2018 y Argentina 2020.  También participó con la sub-20 en los Juegos Suramericanos de 2018. 
Jiménez debutó por la selección chilena el 29 de agosto de 2019 en un amistoso contra Costa Rica que resultó en victoria de Chile por 1-0.
Participó en los Juegos Olímpicos de Tokio 2020 y en la Copa América Femenina 2022.  También fue parte de la nómina de la selección en los Juegos Panamericanos de 2023, consiguiendo la medalla de plata en dicho evento. 
En 2025, fue convocada para representar a Chile en la CONMEBOL Copa América Femenina, su segunda participación en el torneo. 

### Partidos internacionales
| Selección chilena | Selección chilena | Selección chilena |
| Año               | Partidos          | Goles             |
| ----------------- | ----------------- | ----------------- |
| 2019              | 1                 | 0                 |
| 2021              | 4                 | 0                 |
| 2022              | 11                | 0                 |
| 2023              | 12                | 1                 |
| 2024              | 10                | 3                 |
| 2025              | 7                 | 0                 |
| Total             | 45                | 4                 |

## Clubes
| Club      | País  | Año           |
| --------- | ----- | ------------- |
| Colo-Colo | Chile | 2018-presente |

## Palmarés

### Campeonatos nacionales
| Título                    | Club      | País  | Año  |
| ------------------------- | --------- | ----- | ---- |
| Primera División de Chile | Colo-Colo | Chile | 2022 |
| Primera División de Chile | Colo-Colo | Chile | 2023 |
| Primera División de Chile | Colo-Colo | Chile | 2024 |

### Distinciones individuales
| Distinción                                        | Año  |
| ------------------------------------------------- | ---- |
| Mejor jugadora joven del fútbol femenino de Chile | 2017 |